# Veslanje na OI 1924.
Veslanje na Olimpijskim igrama u Parizu 1924. godine uključivalo je natjecanja u 7 disciplina, i to samo u muškoj konkurenciji.

## Osvajači medalja

### Muški
| Disciplina             | Zlato | Srebro                                                                                                   | Bronca |
| Samac                  | Velika Britanija J. Beresford                                                                                        | SAD W. Gilmore                                                                                           | Švicarska J. Schneider |
| Dvojac na pariće       | SAD P. Costello J.B. Kelly                                                                                           | Francuska M. Detton J. Stock                                                                             | Švicarska B. Bosshard H. Thomas                                                                                                |
| Dvojac bez kormilara   | Nizozemska A. Beynen W. Rossingh                                                                                     | Francuska M. Bouton C. Piot                                                                              | Velika Britanija C. Killig C. Southgate                                                                                        |
| Dvojac s kormilarom    | Švicarska E. Candevau A. Felber E. Lachapelle (korm)                                                                 | Italija E. Olgeni G. Scatturin G. Sopracordevole (korm)                                                  | SAD L. Butler H. Wilson E. Jennings (korm)                                                                                     |
| Četverac bez kormilara | Velika Britanija C. Eley J. Macnab R. Morisson T. Sanders                                                            | Kanada A. Black G. MacKay A. Mariacher W. Wood                                                           | Švicarska E. Albrecht S. Probst E. Sigg H. Walter                                                                              |
| Četverac s kormilarom  | Švicarska E. Albrecht A. Probst E. Sigg H. Walter E. Losli (korm)                                                    | Francuska E. Constant L.-A. Gressier G. Lecointe R. Talleux E. Barberolle (korm)                         | SAD R. Gerhardt S. Jelinek E. Mitchel H. Welsford J. Kennedy (korm)                                                            |
| Osmerac                | SAD L. Carpentier C. Kingsbury A. Lindley J. Miller J. Rockefeller F. Sheffield B. Spock A. Wilson L. Stoddard (cox) | Kanada A. Bell R. Hunter W. Langford H. Little J. Smith W. Snyder N. Taylor W. Wallace L. Campbell (cox) | Italija A. Cattalinich F. Cattalinich S. Cattalinich G. Crivelli L. Gallasso P. Ivanov B. Sorich C. Toniatti V. Gliubich (cox) |